# Eupelmus americanus
Eupelmus americanus is een vliesvleugelig insect uit de familie Eupelmidae. De wetenschappelijke naam is voor het eerst geldig gepubliceerd in 1853 door Spinola.